# 建國二村
23°28′41″N 120°27′41″E / 23.47806°N 120.46139°E
建國二村是臺灣嘉義市志航街的一個中華民國空軍眷村，已於2005年9月被中華民國國防部下令拆除，目前原地的居民大多搬遷至嘉義市經國新城居住。目前為都市計畫區，是嘉義市第一處實施都市更新的地區，經過內政部營建署城鄉發展分署會議通過，已正式對外公開招商，但已二次流標，主要原因除底價偏高外，包括住宅、商業機能的綜合開發案，廠商擔心「吞不下」而卻步，建議內政部營建署分區分期程開發，招商才能成功。該地總面積為9.296公頃，為嘉義市最大的眷改土地，2010年舉辦台灣燈會，2011年明華園白蛇傳表演場地。

## 周邊

### 公園
- 嘉義公園

### 棒球場
- 嘉義市立棒球場

### 學校
- 國立嘉義高級中學
- 國立華南高級商業職業學校
- 國立嘉義高級工業職業學校
- 國立嘉義高級商業職業學校
- 嘉義市立復國幼兒園
- 國立嘉義大學

### 公車總站
- 嘉義縣公共汽車管理處

## 名人
- 王偉忠
- 黄奎博